# Bahnhof Casa-Voyageurs

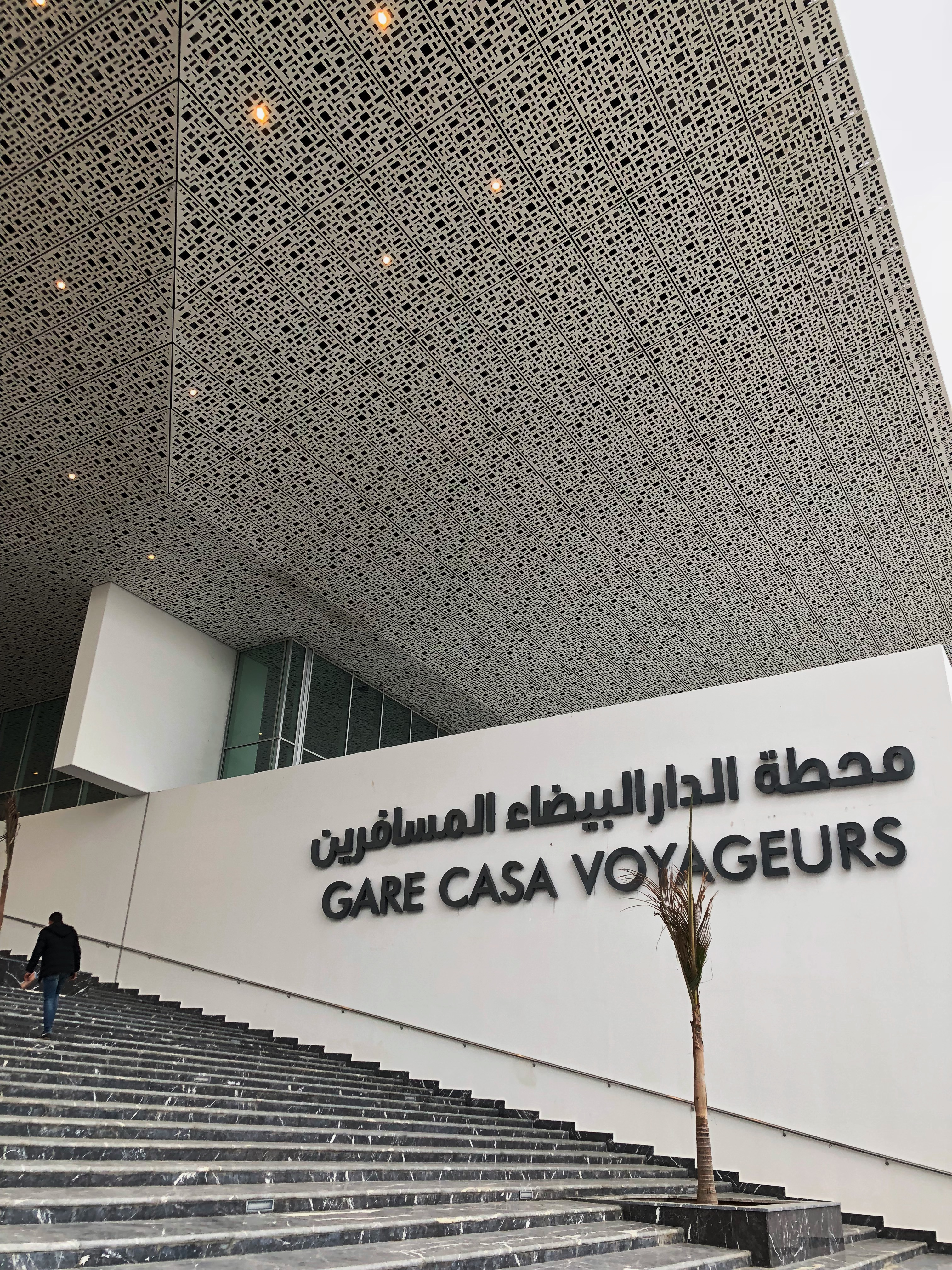
2018 eröffneter Anbau des Bahnhofs

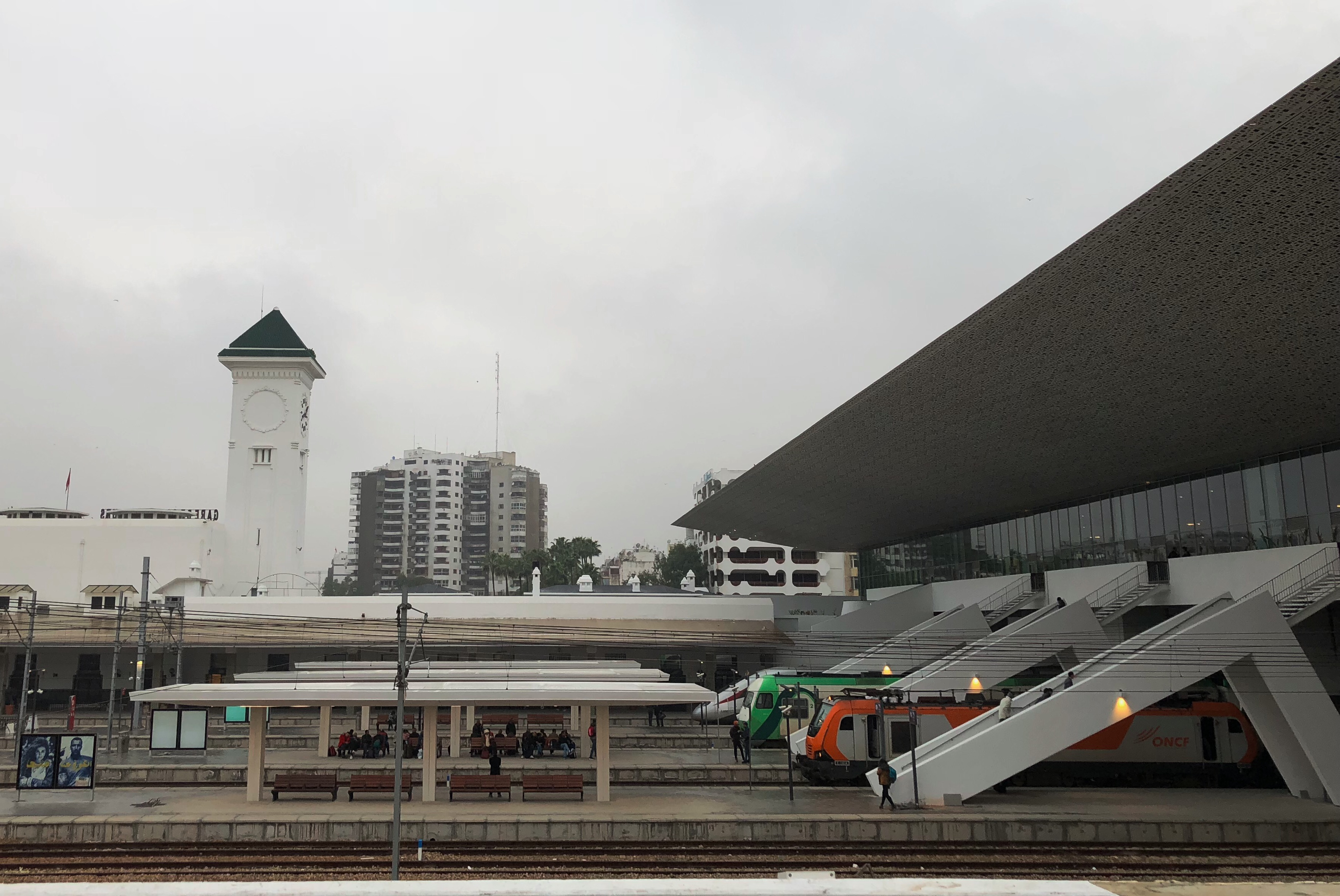
Der Neubau ermöglicht den direkten Zugang zu allen Bahnsteigen

Der Bahnhof Casa-Voyageurs (französisch Gare Casa-Voyageurs; arabisch محطة الدار البيضاء المسافرين, DMG Maḥaṭṭat ad-Dār al-Baiḍāʾ al-Musāfirīn) ist der wichtigste Bahnhof der marokkanischen Stadt Casablanca und einer der wichtigsten Knotenpunkte des marokkanischen Schienennetzes. Der Bahnhof wird von der ONCF betrieben.

## Lage
Der Durchgangsbahnhof befindet sich im östlichen Zentrum der Stadt Casablanca, ungefähr einen Kilometer von der Küste und den Hafenanlagen der Stadt entfernt. Der zweite wichtige Bahnhof Casablancas – der Bahnhof Casa-Port – befindet sich gut 2,5 km Luftlinie entfernt.

## Geschichte
Der Bahnhof entstand in der Zeit, in der Marokko als Protektorat durch den französischen Staat verwaltet wurde. Das Bahnhofsgebäude wurde 1923 bereits unter Ägide der neugegründeten Compagnie des chemins de fer du Maroc errichtet.
Im Zuge des Baus der neuen Eisenbahn-Schnellfahrstrecke von Tanger nach Kenitra (LGV Tanger–Kenitra) begann im März 2016 der Neubau des Empfangsgebäudes, unmittelbar nordwestlich an das bestehende Gebäude angrenzend. Die Bauarbeiten sollten ursprünglich im Juli 2017 fertiggestellt werden, verzögerten sich jedoch gemeinsam mit dem Bau der neuen Hochgeschwindigkeitsstrecke LGV Tanger–Kenitra.
Der Querbau wurde gemeinsam mit dem neuen Hochgeschwindigkeitsverkehr zwischen Tanger und Casablanca am 15. November 2018 eröffnet. Die Kosten für den Neubau sollen sich auf 450 Millionen Dirham (107 Millionen Euro) belaufen haben. Der Neubau überspannt sämtliche fünf Bahnsteige und beinhaltet ein Kundenzentrum mit Fahrkartenschaltern, -automaten und diversen Sitzgelegenheiten, zudem mehrere Gastronomiebetriebe, Geschäfte, Wartebereiche sowie eine Lounge für die Erste-Klasse-Fahrgäste des Hochgeschwindigkeitsangebots Al Boraq.
Seit 2012 schließt zudem die Straßenbahn Casablanca den Bahnhof innerstädtisch an.

## Verkehr
Der Bahnhof gehört zu den meistbedienten der ONCF in Marokko, laut Fahrplan werden diese Verkehre angeboten:
- Casablanca–Rabat–Kénitra–Tanger (Hochgeschwindigkeitsverkehr Al Boraq über die LGV Tanger–Kenitra; 9 Zugpaare)[4]
- Casablanca–Rabat–Fés–Taourirt–Selouane–Nador–Beni Nsar Port (3 Zugpaare)[5]
- (Rabat–)Casablanca–Khouribga–Oued Zem (3 Zugpaare)[6]
- (Marrakesch–)Casablanca–Rabat–Kénitra–Meknès–Fès–Taza–Oujda (stündlich bis zweistündlich)[7]
- Marrakesch–Casablanca–Rabat–Kénitra–Tanger(–Tetouan) (stündlich bis zweistündlich)[8][9]
- Casablanca–Berrechid–Settat (stündlich bis zweistündlich)[10]
- El Jadida–Casablanca–Rabat (8 Zugpaare, Train navette rapide)[10]
- Kénitra–Rabat–Casablanca–Aéroport Mohammed V (mehrmals stündlich; Train navette rapide)[11]